# Adamclisi
Adamclisi é uma comuna romena localizada no distrito de Constanţa, na região de Dobruja. A comuna possui uma área de 136.36 km² e sua população era de 2290 habitantes segundo o censo de 2007.